# Giovanni Buttafava
Giovanni Buttafava (Milano, 18 gennaio 1939 – Roma, 10 luglio 1990) è stato un critico cinematografico, saggista, traduttore e slavista italiano.

## Biografia
Giovanni Buttafava nacque a Milano, e fu in tale città che iniziò ad avvicinarsi al mondo del cinema, dapprima come semplice appassionato; interessatosi alle opere del cinema dell'Unione Sovietica, divenne uno studioso del settore, recandosi anche a Mosca per studiare e assistere personalmente al movimento cinematografico sovietico degli anni 1960. Divenne uno dei massimi esperti italiani di film prodotti in URSS, rendendosi non solo autore di scritti sul tema, ma divenendo anche amico personale di alcuni registi del movimento, tra cui Otar Ioseliani. Parallelamente alla sua attività di critico e recensore di film, Buttafava si occupò di letteratura russa, sia come traduttore che come saggista. In particolare la sua opera di traduttore abbracciò numerosi periodi letterari ed egli rivolse la sua attenzione ad autori fondamentali come Bulgakov, Dostoevskij e Tolstoj. Pubblicò due monografie, una su Miklós Jancsó e una su Josef von Sternberg, e approfondì in special modo le poesie e le opere di Brodskij. Fondò, con Franco Quadri, l'annuario Il patalogo, che tratta di spettacolo, e fu per lungo tempo inviato de L'Espresso. Ebbe anche modo di lavorare nel cinema come attore, grazie al regista Nanni Moretti che lo volle per alcune piccole parti nei suoi film Bianca, La messa è finita e Palombella rossa. Morì per un attacco cardiaco a Roma. È stato cremato, e le sue ceneri sono state portate al Cimitero Maggiore di Milano, in una celletta.

## Opere

### Curatele
- A metà strada dalla luna: racconti di giovani scrittori sovietici, Milano, Sugar, 1963
- Antologia della letteratura russa, Milano, Fabbri, 1969 (con Milli Martinelli)
- Michail Aleksandrovič Šolochov, Michail A. Solokov, Milano, Club degli editori, 1972
- Aleksandr Isaevič Solženicyn, Aleksandr Solzenicyn, Torino, UTET, 1973
- Iosif Brodskij, Fermata nel deserto, Milano, Mondadori, 1979
- Ivan Sergeevič Turgenev, Padri e figli, Milano, Mondadori, 1980
- Iosif Brodskij, Poesie 1972-1985, Milano, Adelphi, 1986
- Marija Hmelik, La piccola Vera, Torino, Einaudi, 1990

### Poesia
- Tre raccolte, Spinea, Edizioni del Leone, 1990

### Saggi
- Il cinema dei soviet: 1918-34, morte e resurrezione del soggetto, Monza, Mariani, 1967
- Poesia contemporanea: da Evtusenko a Brodskji, Milano, Dall'Oglio, 1967
- Miklos Jancso, Firenze, La Nuova Italia, 1974
- Josef von Sternberg, Firenze, La Nuova Italia, 1976
- Per conoscere Majakovskij, Milano, Mondadori, 1977
- Aldilà del disgelo: cinema sovietico degli anni Sessanta, Milano, Ubulibri, 1987
- Doppiare o non doppiare, Il Patalogo 3, 1981 (da pag. 107 a pag. 123)

### Traduzioni
- Il'ja Grigor'evič Ėrenburg, L'uomo della Ceka, Milano, Sugar, 1963
- Ivan Sergeevič Turgenev, Fumo, Milano, Rizzoli, 1964
- Marlen Martynovič Chuciev; Gennadij Špalikov, La barriera di Il'íč, Torino, Einaudi, 1965
- Miguel de Cervantes, Don Chisciotte della Mancia, Milano, Bietti, 1967 (con Ada Jachia Feliciani e Giovanna Maritano)
- Michail Afanas'evič Bulgakov, I giorni dei Turbin; Ivan Vasilevic; La corsa, Milano, Bompiani, 1968 (con Milli Martinelli)
- Jurij Ivanovič Kuznecov, Capolavori fiamminghi e olandesi, Milano, Fabbri, 1970
- Georgij Konstantinovič Žukov, Memorie e battaglie, Milano, Rizzoli, 1970 (con Lucio dal Santo e Bruno Meriggi)
- Pedro Calderón de la Barca, Teatro scelto, Milano, Bietti, 1971 (con Pietro Monti)
- José López Rubio, Lope de Vega, Milano, Mondadori, 1973
- Aleksandr Petrovič Dovženko, Taccuini, Firenze, Sansoni, 1973
- Evgenij Aleksandrovič Evtušenko,  Le betulle nane, Milano, Mondadori, 1974
- Lev Nikolaevič Tolstoj, La morte di Ivan Il'ič, Milano, Garzanti, 1975
- Paolo Bertetto (curatore), Teoria del cinema rivoluzionario: gli anni Venti in URSS, Milano, Feltrinelli, 1975 (con altri)
- Evgenija Solomonovna Ginzburg, Viaggio nella vertigine, Milano, Mondadori, 1979
- Vasilij Pavlovič Aksënov, L'ustione, Milano, Club degli editori, 1980 (con Sergio Rapetti)
- Fëdor Dostoevskij, I demoni, Milano, Rizzoli, 1981
- Culot, L'arte di annerire la pipa, Bergamo, Lucchetti, 1991 (anche curatela)